# Kappapagei

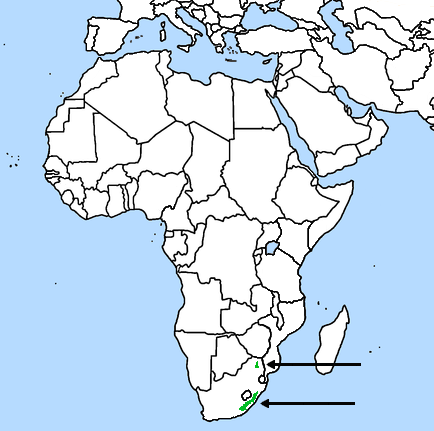
Verbreitungskarte Kappapagei

Der Kappapagei (Poicephalus robustus), gelegentlich auch Kap-Papagei geschrieben, ist eine Vogelart aus der Gattung der Langflügelpapageien. Er wird als die am stärksten bedrohte Art  afrikanischer Großpapageien angesehen. Er kommt heute nur noch in einem stark fragmentierten Verbreitungsgebiet im Südosten Afrikas vor. Im Jahre 2004 wurden nur noch 1024 Individuen dieser Art gezählt.

## Beschreibung
Kopf und Nackenfärbung variieren von grünlich bis gelblichbraun, die Federbasen sind dunkelbraun und mattgrün. Die Federn an Zügel, Kinn und den unteren Wangenpartien sind schwarzbraun und manchmal mit rosaroten Federn durchsetzt. Ein rotes Stirnband ist bei den Weibchen besonders stark ausgeprägt, bei den Männchen tritt es nur gelegentlich auf. Die Rückenfedern und Flügeldecken sind schwarz mit dunkelgrünem Rand, die Unterflügeldecken grünlichschwarz. Die Schenkel und der Flügelrand sind orangerot. Die Schwanzfedern sind schwarzbraun, die Füße graublau mit graubraunen Krallen. Der Schnabel ist hornfarben. Die Iris der Kappapageien ist braun.

## Lebensweise
Langflügelpapageien sind eigentlich Nahrungsgeneralisten, die ein breites Spektrum an Früchten, Blätter, Samen und Blüten fressen und auch Insekten zu sich nehmen. Der Kappapagei stellt hier eine Ausnahme dar. Er lebt überwiegend von den Samen der Steineiben (Podocarpus) sowie in deutlich geringerem Umfang von den Samen des afrikanischen Zürgelbaums (Celtis africanus). Die hohe Abhängigkeit von diesen Nahrungspflanzen ist ursächlich für den starken Bestandsrückgang. Podocarpus-Wälder sind in den letzten Jahrzehnten umfangreich abgeholzt worden. Größere zusammenhängende Wälder bestehen nur noch in unzugänglichen Höhenlagen. Der Lebensraum des Kappapageis ist entsprechend stark fragmentiert. Kappapageien sind dadurch gezwungen, energieaufwändige Nahrungsflüge von den Schlafbäumen zu den Nahrungsplätzen zu unternehmen, die auch die Prädationsgefahr deutlich erhöhen.
Kappapageien brüten überwiegend in Ast- und Stammhöhlen der Steineiben. Das Gelege besteht aus zwei bis vier weißen, rundlichen bis ovalen Eiern. Nur das Weibchen brütet. Das Männchen versorgt das Weibchen während der Brutzeit und in den ersten Tagen, nachdem die Jungen geschlüpft sind, mit Nahrung. Die Jungen schlüpfen nach einer Brutzeit von etwa 28 bis 30 Tagen. Die Nestlinge sind nach etwa 60 bis 79 Tagen flügge.
Bei Untersuchungen an Kappapageien hat man festgestellt, dass ein Teil der Papageien das Virus der Psittacine Beak and Feather Disease (PBFD) in sich tragen. Diese Krankheit ist unheilbar und hat einen häufig tödlichen Verlauf. Bei einem Teil der Vögel, die mit dem Virus infiziert sind, kommt die Krankheit zwar nicht zum Ausbruch, sie sind jedoch Krankheitsüberträger.
Zum Erhalt der Arten sind in der Republik Südafrika Reste der Steineibenwälder unter Naturschutz gestellt worden. Zu den Ornithologen, die sich besonders dem Schutz des Kappapageis widmen, gehört der Südafrikaner Olaf Wirminghaus, der mehrere Feldstudien zu dieser Art durchgeführt hat.

## Systematische Stellung innerhalb der GattungPoicephalus
Das folgende Kladogramm zeigt die Gattung Poicephalus mit ihren jeweiligen Verwandtschaftsgraden. Es fehlt der Niamniampapagei (Poicephalus crassus), dessen Artstatus umstritten ist. Verwandtschaftlich steht der Kappapagei insbesondere dem Graukopfpapagei, dem Kongopapagei und dem Gelbkopfpapagei nahe. In Größe, Gefiederfärbung und Verhalten besteht zwischen diesen vier Arten große Ähnlichkeit.
| N.N.                    | \| \| Poicephalus gulielmi \| \| \| \| \| \| Poicephalus robustus \| \| \| \| \| \| Poicephalus fuscicollis \| \| Vorlage:Klade/Wartung/3 \| \| |
|                         | \| \| Poicephalus gulielmi \| \| \| \| \| \| Poicephalus robustus \| \| \| \| \| \| Poicephalus fuscicollis \| \| Vorlage:Klade/Wartung/3 \| \| |
|                         | Poicepalus flavifrons |
|                         | |
|                         | Poicephalus gulielmi |
|                         | |
|                         | Poicephalus robustus |
|                         | |
|                         | Poicephalus fuscicollis |
| Vorlage:Klade/Wartung/3 | |

|                         | Poicephalus gulielmi    |
|                         |                         |
|                         | Poicephalus robustus    |
|                         |                         |
|                         | Poicephalus fuscicollis |
| Vorlage:Klade/Wartung/3 |                         |

|  | Poicephalus senegalus   |
|  |                         |
|  | Poicephalus rufiventris |
|  |                         |

|                         | Poicephalus cryptoxanthus |
|                         |                           |
|                         | Poicephalus meyeri        |
|                         |                           |
|                         | Poicephalus rüppellii     |
| Vorlage:Klade/Wartung/3 |                           |

|  | Poicephalus senegalus   |
|  |                         |
|  | Poicephalus rufiventris |
|  |                         |

|                         | Poicephalus cryptoxanthus |
|                         |                           |
|                         | Poicephalus meyeri        |
|                         |                           |
|                         | Poicephalus rüppellii     |
| Vorlage:Klade/Wartung/3 |                           |

| N.N.                    | \| \| Poicephalus gulielmi \| \| \| \| \| \| Poicephalus robustus \| \| \| \| \| \| Poicephalus fuscicollis \| \| Vorlage:Klade/Wartung/3 \| \| |
|                         | \| \| Poicephalus gulielmi \| \| \| \| \| \| Poicephalus robustus \| \| \| \| \| \| Poicephalus fuscicollis \| \| Vorlage:Klade/Wartung/3 \| \| |
|                         | Poicepalus flavifrons |
|                         | |
|                         | Poicephalus gulielmi |
|                         | |
|                         | Poicephalus robustus |
|                         | |
|                         | Poicephalus fuscicollis |
| Vorlage:Klade/Wartung/3 | |

|                         | Poicephalus gulielmi    |
|                         |                         |
|                         | Poicephalus robustus    |
|                         |                         |
|                         | Poicephalus fuscicollis |
| Vorlage:Klade/Wartung/3 |                         |

|  | Poicephalus senegalus   |
|  |                         |
|  | Poicephalus rufiventris |
|  |                         |

|                         | Poicephalus cryptoxanthus |
|                         |                           |
|                         | Poicephalus meyeri        |
|                         |                           |
|                         | Poicephalus rüppellii     |
| Vorlage:Klade/Wartung/3 |                           |

|  | Poicephalus senegalus   |
|  |                         |
|  | Poicephalus rufiventris |
|  |                         |

|                         | Poicephalus cryptoxanthus |
|                         |                           |
|                         | Poicephalus meyeri        |
|                         |                           |
|                         | Poicephalus rüppellii     |
| Vorlage:Klade/Wartung/3 |                           |